# Дони, Арно
Арно́ Пьер Дони́ (нидерл. Arnaud Pierre Dony; род. 8 мая 2004) — бельгийский футболист, защитник клуба «Юнион».

## Клубная карьера
Дони — воспитанник клубов «Ванзе Бас Оха» и «Сент-Трюйден». 20 февраля 2022 года в матче против «Ауд-Хеверле Лёвен» он дебютировал в Жюпиле лиге в составе последнего. Летом того же года Дони перешёл в «Юнион». 23 июля в матче против своего бывшего клуба «Сент-Трюйден» он дебютировал за новую команду.